# 希默爾貝格山脈
83°24′S 51°46′W / 83.400°S 51.767°W
希默爾貝格山脈（英語：Himmelberg Hills）是南極洲的山脈，位於伊利沙伯女皇地，屬於彭薩科拉山脈的一部分，全長21公里，南端有拉伊冰原島峰和貝澤冰原島峰，最高點是海拔高度1,710米的哈斯基爾冰原島峰，現時由南極條約體系管理。